# David Padilla (bokser)
Segundo David Padilla (ur. 7 października 1994) − ekwadorski bokser kategorii piórkowej.

## Kariera amatorska
W listopadzie 2013 roku zdobył brązowy medal na igrzyskach boliwaryjskich w Chiclayo. W półfinale kategorii piórkowej przegrał nieznacznie na punkty z Joelem Solisem. W marcu 2014 zdobył brązowy medal na igrzyskach Ameryki Południowej. W półfinale kategorii piórkowej przegrał z Luisem Ruizem, ulegając mu na punkty. W tym samym roku zdobył również puchar Pacyfiku, wygrywając w finale kategorii piórkowej.